# Église de Dieu (Cleveland)
Ne doit pas être confondu avec l’Église de Dieu basée à Anderson, ou les autres confessions appelées Église de Dieu .
L’Église de Dieu (anglais : Church of God (Cleveland)) est une association internationale chrétienne évangélique d'églises pentecôtistes, basée à Cleveland, dans le Tennessee aux États-Unis.

## Histoire
L'Église de Dieu a ses origines en 1884, dans une réflexion de Richard G. Spurling, un pasteur et son père Richard Spurling, qui les amena à quitter leur église baptiste en raison de désaccords au sujet du Landmarkisme, une doctrine qui affirme que seules les églises descendant d’églises avec la doctrine baptiste font partie de la véritable Église.
L'Église de Dieu est officiellement fondée le jeudi 19 août 1886, sous le nom d'Union Chrétienne, dans le Comté de Monroe, dans le Tennessee, aux États-Unis . À l’occasion cette première réunion du jeudi 19 août 1886 qui rassembla huit chrétiens à la salle de réunion de Barney Creek, le pasteur Richard G. Spurling pria pour tous les fidèles qui souhaitaient "s’affranchir de toutes les croyances et traditions fabriquées par les hommes" et qui souhaitaient "que le Nouveau Testament et la loi de Christ constituent le seul fondement de leur foi et de leur pratique religieuse". Il pria ensuite pour ceux qui désiraient "se mettre ensemble en tant qu’Église de Dieu afin d’accomplir la même œuvre commune".
Le jeudi 2 septembre 1886, Richard G. Spurling Jr est ordonné pasteur. Il devint ainsi le tout premier pasteur ordonné de l'Église.
Le jeudi 15 mai 1902, l’Union Chrétienne devient « Église de la Sainteté à Camp Creek » . Cette décision visait à écarter certains éléments indésirables qui s’étaient introduits dans l’église. Le compte rendu de la réunion montre clairement que cela impliquait un changement de nom, mais pas la création d'une nouvelle organisation.
En 1903, un colporteur du nom de Ambrose Jessup Tomlinson arriva de l'Indiana pour rejoindre l'Église de Sainteté à Camp Creek. Il était de la mouvance de l'église Quarker et gagnait sa vie en vendant des livres chrétiens. Il aura la responsabilité de présider la première Assemblée Générale convoquée dans la maison de J.C. Murphy du jeudi 26 au vendredi 27 janvier 1906. Tomlinson reçut le baptême dans le Saint-Esprit le jeudi 10 janvier 1908 après un message de G.B. Cashwell.
Suivant cet évènement la dénomination adopte les croyances pentecôtistes . 
Le vendredi 11 janvier 1907, l'Église de Sainteté devient "Église de Dieu", un nom tiré de 1 Corinthiens 1:2 et 2 Corinthiens 1:1. Ce nom a été repris par d'autres groupes n'ayant aucun lien avec l'Église de Dieu. Par décision de la Cour suprême du Tennessee en 1953, le nom "Église de Dieu" ne doit être porté que par le mouvement de Cleveland.  En 1909, Tomlinson est élu surveillant général et est réélu en 1914.
Selon un recensement de l’association d’églises en 2007, elle comptait 6 millions de membres dans le monde.

## Statistiques
Selon un recensement de la confession, elle aurait en 2022, 36,000 églises et 7 millions de membres dans 178 pays .

## Croyances
L’association d’églises a une confession de foi pentecôtiste .